# UN Peacemaker
UN Peacemaker je informační nástroj a nástroj pro znalostní management OSN na podporu profesionálů v mezinárodním peacemaking (udržování míru).
Poskytuje zdroje pro mezinárodní zprostředkovatele, například informace o mírových dohodách a mandátech pro peacemaking (tvorbu míru). Databanka obsahuje víc než 350 mírových dohod podepsaných od roku 1945 a přes 500 dokumentů, článků a výpisů z knih, které upozorňují na pozoruhodné analýzy, zprostředkování pomocí OSN a souvisící témy. Navíc UN Peacemaker obsahuje rozsáhlou Legal Library (knihovnu zákonů), která obsahuje právní soustavu řídící snahy OSN při tvorbě míru. Web nabízí snadný přístup k znalostem peacemakingu a poskytuje:
- Peacemaker's Toolbox (lištu nástrojů)
- Lessons Learned (naučené lekce)
- Case Briefs (stručné informace o případech)
- Operational Guidance Notes (Operační řídící poznámky)
- Knowledge Essays and Comments (znalostní eseje a komentáře pro mírové dohody a management mírových procesů).

Lekce pro peacemaking byly odvozené z velkých zkušeností OSN při tvorbě míru. Návody a komentáře byly získány z rozhovorů se zaměstnanci OSN a se samotnými peacemakery OSN (tvůrci míru).
UN Peacemaker byl veřejně uveden 3.10.2006 a je součástí celkových snah Departmentu OSN pro politické záležitosti (United Nations Department of Political Affairs – DPA).  